# 1387
Portal Geschichte | Portal Biografien | Aktuelle Ereignisse | Jahreskalender | Tagesartikel

◄ |
13. Jahrhundert |
14. Jahrhundert
| 15. Jahrhundert | ►

◄ |
1350er |
1360er |
1370er |
1380er
| 1390er | 1400er | 1410er | ►

◄◄ |
◄ |
1383 |
1384 |
1385 |
1386 |
1387
| 1388 | 1389 | 1390 | 1391 | ► | ►►
Staatsoberhäupter  · Nekrolog
| Januar | Januar | Januar | Januar | Januar | Januar | Januar | Januar |
| Kw     | Mo     | Di     | Mi     | Do     | Fr     | Sa     | So     |
| ------ | ------ | ------ | ------ | ------ | ------ | ------ | ------ |
| 1      |        | 1      | 2      | 3      | 4      | 5      | 6      |
| 2      | 7      | 8      | 9      | 10     | 11     | 12     | 13     |
| 3      | 14     | 15     | 16     | 17     | 18     | 19     | 20     |
| 4      | 21     | 22     | 23     | 24     | 25     | 26     | 27     |
| 5      | 28     | 29     | 30     | 31     |        |        |        |

| Februar | Februar | Februar | Februar | Februar | Februar | Februar | Februar |
| Kw      | Mo      | Di      | Mi      | Do      | Fr      | Sa      | So      |
| ------- | ------- | ------- | ------- | ------- | ------- | ------- | ------- |
| 5       |         |         |         |         | 1       | 2       | 3       |
| 6       | 4       | 5       | 6       | 7       | 8       | 9       | 10      |
| 7       | 11      | 12      | 13      | 14      | 15      | 16      | 17      |
| 8       | 18      | 19      | 20      | 21      | 22      | 23      | 24      |
| 9       | 25      | 26      | 27      | 28      |         |         |         |

| März | März | März | März | März | März | März | März |
| Kw   | Mo   | Di   | Mi   | Do   | Fr   | Sa   | So   |
| ---- | ---- | ---- | ---- | ---- | ---- | ---- | ---- |
| 9    |      |      |      |      | 1    | 2    | 3    |
| 10   | 4    | 5    | 6    | 7    | 8    | 9    | 10   |
| 11   | 11   | 12   | 13   | 14   | 15   | 16   | 17   |
| 12   | 18   | 19   | 20   | 21   | 22   | 23   | 24   |
| 13   | 25   | 26   | 27   | 28   | 29   | 30   | 31   |

| April | April | April | April | April | April | April | April |
| Kw    | Mo    | Di    | Mi    | Do    | Fr    | Sa    | So    |
| ----- | ----- | ----- | ----- | ----- | ----- | ----- | ----- |
| 14    | 1     | 2     | 3     | 4     | 5     | 6     | 7     |
| 15    | 8     | 9     | 10    | 11    | 12    | 13    | 14    |
| 16    | 15    | 16    | 17    | 18    | 19    | 20    | 21    |
| 17    | 22    | 23    | 24    | 25    | 26    | 27    | 28    |
| 18    | 29    | 30    |       |       |       |       |       |

| Mai | Mai | Mai | Mai | Mai | Mai | Mai | Mai |
| Kw  | Mo  | Di  | Mi  | Do  | Fr  | Sa  | So  |
| 18  |     |     | 1   | 2   | 3   | 4   | 5   |
| 19  | 6   | 7   | 8   | 9   | 10  | 11  | 12  |
| 20  | 13  | 14  | 15  | 16  | 17  | 18  | 19  |
| 21  | 20  | 21  | 22  | 23  | 24  | 25  | 26  |
| 22  | 27  | 28  | 29  | 30  | 31  |     |     |
| --- | --- | --- | --- | --- | --- | --- | --- |

| Juni | Juni | Juni | Juni | Juni | Juni | Juni | Juni |
| Kw   | Mo   | Di   | Mi   | Do   | Fr   | Sa   | So   |
| ---- | ---- | ---- | ---- | ---- | ---- | ---- | ---- |
| 22   |      |      |      |      |      | 1    | 2    |
| 23   | 3    | 4    | 5    | 6    | 7    | 8    | 9    |
| 24   | 10   | 11   | 12   | 13   | 14   | 15   | 16   |
| 25   | 17   | 18   | 19   | 20   | 21   | 22   | 23   |
| 26   | 24   | 25   | 26   | 27   | 28   | 29   | 30   |

| Juli | Juli | Juli | Juli | Juli | Juli | Juli | Juli |
| Kw   | Mo   | Di   | Mi   | Do   | Fr   | Sa   | So   |
| ---- | ---- | ---- | ---- | ---- | ---- | ---- | ---- |
| 27   | 1    | 2    | 3    | 4    | 5    | 6    | 7    |
| 28   | 8    | 9    | 10   | 11   | 12   | 13   | 14   |
| 29   | 15   | 16   | 17   | 18   | 19   | 20   | 21   |
| 30   | 22   | 23   | 24   | 25   | 26   | 27   | 28   |
| 31   | 29   | 30   | 31   |      |      |      |      |

| August | August | August | August | August | August | August | August |
| Kw     | Mo     | Di     | Mi     | Do     | Fr     | Sa     | So     |
| ------ | ------ | ------ | ------ | ------ | ------ | ------ | ------ |
| 31     |        |        |        | 1      | 2      | 3      | 4      |
| 32     | 5      | 6      | 7      | 8      | 9      | 10     | 11     |
| 33     | 12     | 13     | 14     | 15     | 16     | 17     | 18     |
| 34     | 19     | 20     | 21     | 22     | 23     | 24     | 25     |
| 35     | 26     | 27     | 28     | 29     | 30     | 31     |        |

| September | September | September | September | September | September | September | September |
| Kw        | Mo        | Di        | Mi        | Do        | Fr        | Sa        | So        |
| --------- | --------- | --------- | --------- | --------- | --------- | --------- | --------- |
| 35        |           |           |           |           |           |           | 1         |
| 36        | 2         | 3         | 4         | 5         | 6         | 7         | 8         |
| 37        | 9         | 10        | 11        | 12        | 13        | 14        | 15        |
| 38        | 16        | 17        | 18        | 19        | 20        | 21        | 22        |
| 39        | 23        | 24        | 25        | 26        | 27        | 28        | 29        |
| 40        | 30        |           |           |           |           |           |           |

| Oktober | Oktober | Oktober | Oktober | Oktober | Oktober | Oktober | Oktober |
| Kw      | Mo      | Di      | Mi      | Do      | Fr      | Sa      | So      |
| ------- | ------- | ------- | ------- | ------- | ------- | ------- | ------- |
| 40      |         | 1       | 2       | 3       | 4       | 5       | 6       |
| 41      | 7       | 8       | 9       | 10      | 11      | 12      | 13      |
| 42      | 14      | 15      | 16      | 17      | 18      | 19      | 20      |
| 43      | 21      | 22      | 23      | 24      | 25      | 26      | 27      |
| 44      | 28      | 29      | 30      | 31      |         |         |         |

| November | November | November | November | November | November | November | November |
| Kw       | Mo       | Di       | Mi       | Do       | Fr       | Sa       | So       |
| -------- | -------- | -------- | -------- | -------- | -------- | -------- | -------- |
| 44       |          |          |          |          | 1        | 2        | 3        |
| 45       | 4        | 5        | 6        | 7        | 8        | 9        | 10       |
| 46       | 11       | 12       | 13       | 14       | 15       | 16       | 17       |
| 47       | 18       | 19       | 20       | 21       | 22       | 23       | 24       |
| 48       | 25       | 26       | 27       | 28       | 29       | 30       |          |

| Dezember | Dezember | Dezember | Dezember | Dezember | Dezember | Dezember | Dezember |
| Kw       | Mo       | Di       | Mi       | Do       | Fr       | Sa       | So       |
| -------- | -------- | -------- | -------- | -------- | -------- | -------- | -------- |
| 48       |          |          |          |          |          |          | 1        |
| 49       | 2        | 3        | 4        | 5        | 6        | 7        | 8        |
| 50       | 9        | 10       | 11       | 12       | 13       | 14       | 15       |
| 51       | 16       | 17       | 18       | 19       | 20       | 21       | 22       |
| 52       | 23       | 24       | 25       | 26       | 27       | 28       | 29       |
| 1        | 30       | 31       |          |          |          |          |          |

| Januar | Januar | Januar | Januar | Januar | Januar | Januar | Januar |
| Kw     | Mo     | Di     | Mi     | Do     | Fr     | Sa     | So     |
| ------ | ------ | ------ | ------ | ------ | ------ | ------ | ------ |
| 1      |        | 1      | 2      | 3      | 4      | 5      | 6      |
| 2      | 7      | 8      | 9      | 10     | 11     | 12     | 13     |
| 3      | 14     | 15     | 16     | 17     | 18     | 19     | 20     |
| 4      | 21     | 22     | 23     | 24     | 25     | 26     | 27     |
| 5      | 28     | 29     | 30     | 31     |        |        |        |

| Februar | Februar | Februar | Februar | Februar | Februar | Februar | Februar |
| Kw      | Mo      | Di      | Mi      | Do      | Fr      | Sa      | So      |
| ------- | ------- | ------- | ------- | ------- | ------- | ------- | ------- |
| 5       |         |         |         |         | 1       | 2       | 3       |
| 6       | 4       | 5       | 6       | 7       | 8       | 9       | 10      |
| 7       | 11      | 12      | 13      | 14      | 15      | 16      | 17      |
| 8       | 18      | 19      | 20      | 21      | 22      | 23      | 24      |
| 9       | 25      | 26      | 27      | 28      |         |         |         |

| März | März | März | März | März | März | März | März |
| Kw   | Mo   | Di   | Mi   | Do   | Fr   | Sa   | So   |
| ---- | ---- | ---- | ---- | ---- | ---- | ---- | ---- |
| 9    |      |      |      |      | 1    | 2    | 3    |
| 10   | 4    | 5    | 6    | 7    | 8    | 9    | 10   |
| 11   | 11   | 12   | 13   | 14   | 15   | 16   | 17   |
| 12   | 18   | 19   | 20   | 21   | 22   | 23   | 24   |
| 13   | 25   | 26   | 27   | 28   | 29   | 30   | 31   |

| April | April | April | April | April | April | April | April |
| Kw    | Mo    | Di    | Mi    | Do    | Fr    | Sa    | So    |
| ----- | ----- | ----- | ----- | ----- | ----- | ----- | ----- |
| 14    | 1     | 2     | 3     | 4     | 5     | 6     | 7     |
| 15    | 8     | 9     | 10    | 11    | 12    | 13    | 14    |
| 16    | 15    | 16    | 17    | 18    | 19    | 20    | 21    |
| 17    | 22    | 23    | 24    | 25    | 26    | 27    | 28    |
| 18    | 29    | 30    |       |       |       |       |       |

| Mai | Mai | Mai | Mai | Mai | Mai | Mai | Mai |
| Kw  | Mo  | Di  | Mi  | Do  | Fr  | Sa  | So  |
| 18  |     |     | 1   | 2   | 3   | 4   | 5   |
| 19  | 6   | 7   | 8   | 9   | 10  | 11  | 12  |
| 20  | 13  | 14  | 15  | 16  | 17  | 18  | 19  |
| 21  | 20  | 21  | 22  | 23  | 24  | 25  | 26  |
| 22  | 27  | 28  | 29  | 30  | 31  |     |     |
| --- | --- | --- | --- | --- | --- | --- | --- |

| Juni | Juni | Juni | Juni | Juni | Juni | Juni | Juni |
| Kw   | Mo   | Di   | Mi   | Do   | Fr   | Sa   | So   |
| ---- | ---- | ---- | ---- | ---- | ---- | ---- | ---- |
| 22   |      |      |      |      |      | 1    | 2    |
| 23   | 3    | 4    | 5    | 6    | 7    | 8    | 9    |
| 24   | 10   | 11   | 12   | 13   | 14   | 15   | 16   |
| 25   | 17   | 18   | 19   | 20   | 21   | 22   | 23   |
| 26   | 24   | 25   | 26   | 27   | 28   | 29   | 30   |

| Juli | Juli | Juli | Juli | Juli | Juli | Juli | Juli |
| Kw   | Mo   | Di   | Mi   | Do   | Fr   | Sa   | So   |
| ---- | ---- | ---- | ---- | ---- | ---- | ---- | ---- |
| 27   | 1    | 2    | 3    | 4    | 5    | 6    | 7    |
| 28   | 8    | 9    | 10   | 11   | 12   | 13   | 14   |
| 29   | 15   | 16   | 17   | 18   | 19   | 20   | 21   |
| 30   | 22   | 23   | 24   | 25   | 26   | 27   | 28   |
| 31   | 29   | 30   | 31   |      |      |      |      |

| August | August | August | August | August | August | August | August |
| Kw     | Mo     | Di     | Mi     | Do     | Fr     | Sa     | So     |
| ------ | ------ | ------ | ------ | ------ | ------ | ------ | ------ |
| 31     |        |        |        | 1      | 2      | 3      | 4      |
| 32     | 5      | 6      | 7      | 8      | 9      | 10     | 11     |
| 33     | 12     | 13     | 14     | 15     | 16     | 17     | 18     |
| 34     | 19     | 20     | 21     | 22     | 23     | 24     | 25     |
| 35     | 26     | 27     | 28     | 29     | 30     | 31     |        |

| September | September | September | September | September | September | September | September |
| Kw        | Mo        | Di        | Mi        | Do        | Fr        | Sa        | So        |
| --------- | --------- | --------- | --------- | --------- | --------- | --------- | --------- |
| 35        |           |           |           |           |           |           | 1         |
| 36        | 2         | 3         | 4         | 5         | 6         | 7         | 8         |
| 37        | 9         | 10        | 11        | 12        | 13        | 14        | 15        |
| 38        | 16        | 17        | 18        | 19        | 20        | 21        | 22        |
| 39        | 23        | 24        | 25        | 26        | 27        | 28        | 29        |
| 40        | 30        |           |           |           |           |           |           |

| Oktober | Oktober | Oktober | Oktober | Oktober | Oktober | Oktober | Oktober |
| Kw      | Mo      | Di      | Mi      | Do      | Fr      | Sa      | So      |
| ------- | ------- | ------- | ------- | ------- | ------- | ------- | ------- |
| 40      |         | 1       | 2       | 3       | 4       | 5       | 6       |
| 41      | 7       | 8       | 9       | 10      | 11      | 12      | 13      |
| 42      | 14      | 15      | 16      | 17      | 18      | 19      | 20      |
| 43      | 21      | 22      | 23      | 24      | 25      | 26      | 27      |
| 44      | 28      | 29      | 30      | 31      |         |         |         |

| November | November | November | November | November | November | November | November |
| Kw       | Mo       | Di       | Mi       | Do       | Fr       | Sa       | So       |
| -------- | -------- | -------- | -------- | -------- | -------- | -------- | -------- |
| 44       |          |          |          |          | 1        | 2        | 3        |
| 45       | 4        | 5        | 6        | 7        | 8        | 9        | 10       |
| 46       | 11       | 12       | 13       | 14       | 15       | 16       | 17       |
| 47       | 18       | 19       | 20       | 21       | 22       | 23       | 24       |
| 48       | 25       | 26       | 27       | 28       | 29       | 30       |          |

| Dezember | Dezember | Dezember | Dezember | Dezember | Dezember | Dezember | Dezember |
| Kw       | Mo       | Di       | Mi       | Do       | Fr       | Sa       | So       |
| -------- | -------- | -------- | -------- | -------- | -------- | -------- | -------- |
| 48       |          |          |          |          |          |          | 1        |
| 49       | 2        | 3        | 4        | 5        | 6        | 7        | 8        |
| 50       | 9        | 10       | 11       | 12       | 13       | 14       | 15       |
| 51       | 16       | 17       | 18       | 19       | 20       | 21       | 22       |
| 52       | 23       | 24       | 25       | 26       | 27       | 28       | 29       |
| 1        | 30       | 31       |          |          |          |          |          |

## Ereignisse

### Politik und Weltgeschehen

#### Iberische Halbinsel/England/Frankreich
- 1. Januar: Nach dem Tod von Karl II. dem Bösen erbt sein Sohn Karl III. die Krone des Königreichs Navarra. Er wird damit zugleich Graf von Évreux und Mortain.
- 6. Januar: Johann I., Fürst von Girona, wird nach dem Tod seines Vaters Peter IV. König von Aragón und Herzog von Neopatria. Im zur Krone Aragonien gehörenden Königreich Sardinien beendet er den Krieg mit Eleonora von Arborea.

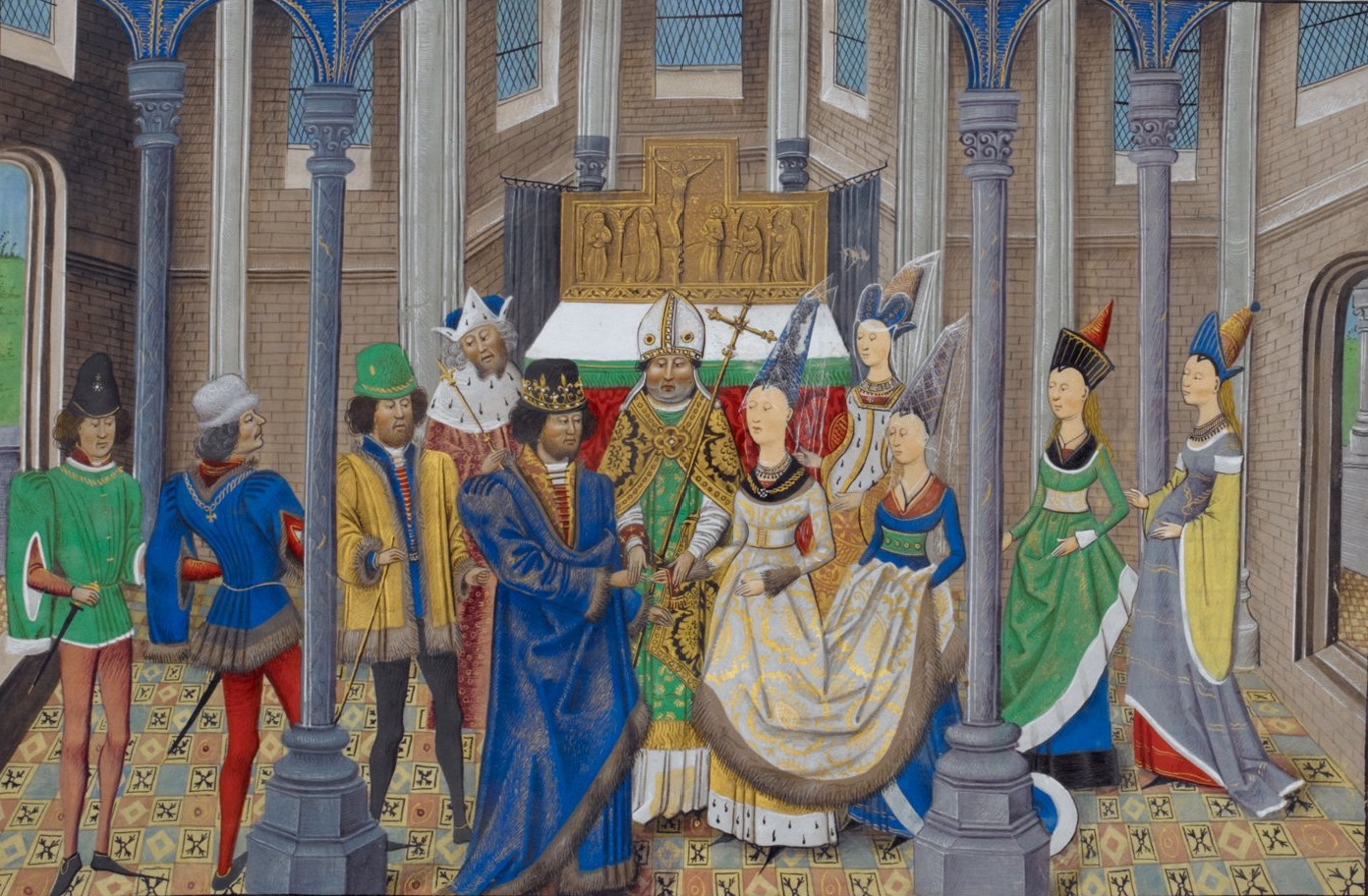
Heirat von Johann I. und Philippa of Lancaster, aus Jean de Wavrins Les chroniques d'Angleterre

- 2. Februar: König Johann I. von Portugal heiratet die englische Prinzessin Philippa of Lancaster. Die Ehe ist aus politischen Gründen von Philippas Vater John of Gaunt, 1. Duke of Lancaster, arrangiert worden, um die im Vorjahr im Vertrag von Windsor eingegangene anglo-portugiesische Allianz gegen das von Frankreich unterstützte Königreich Kastilien zu besiegeln.
- 6. April: Jean d’Artois, comte d’Eu, stirbt. Sein Sohn Robert IV. d’Artois, Erbe der Grafschaft Eu sowie der Herrschaften Saint-Valery und Ault, erfährt allerdings vom Tod seines Vaters nicht mehr, da er und seine Ehefrau Johanna von Durazzo am 20. Juli im Castel dell’Ovo einem Giftanschlag von Johannas jüngerer Schwester Margarethe von Durazzo zum Opfer fallen. Jeans jüngerer Sohn Philippe d’Artois übernimmt die Erbschaft.

#### Mittel- und Osteuropa
- Anfang des Jahres: Der brandenburgische Kurfürst Sigismund von Luxemburg, Ehemann der ungarischen Prinzessin Maria, unternimmt einen Versuch, seine Gattin und deren Mutter Elisabeth von Bosnien aus der kroatischen Burg von Novigrad zu befreien, wo sie von Anhängern des im Vorjahr ermordeten Königs Karl II. und seiner Gattin Margarethe von Durazzo gefangengehalten werden. Elisabeth wird daraufhin am 16. Januar in ihrem Gefängnis erwürgt. Sigismunds Truppen unter dem Befehl von Nikolaus Gara können Maria am 4. Juni befreien. Am 31. August wird Sigismund in Stuhlweissenburg zum König von Ungarn und Kroatien gekrönt und wird jetzt von der Mehrheit der Stände akzeptiert. Nur eine kleine Minderheit steht noch hinter Ladislaus, dem neunjährigen Sohn Karls, der allerdings auch in seinem Stammkönigreich Neapel unter Druck durch den Thronprätendenten Ludwig II. von Anjou steht und mit seiner Mutter Margarethe nach kurzzeitig nach Gaeta fliehen muss.
- Das albanische Fürstentum Dukagjini wird gegründet.
- Die Käfernburger sterben aus, ihr Besitz fällt an die Schwarzburger.

#### Skandinavien
- 23. August: König Olav II. von Dänemark, zugleich König von Norwegen, stirbt überraschend im Alter von 17 Jahren. Eine Woche später wird seine Mutter Margarethe I. in der Domkirche zu Lund vom dänischen Reichsrat interimistisch als dänische Herrscherin anerkannt. Im gleichen Jahr bemüht sie sich um die Festigung ihrer Macht in der gesamten dänisch-norwegischen Union.

#### Asien
- Der mongolische Eroberer Timur Lenk zerstört die persische Stadt Isfahan und lässt die knapp 70.000 Einwohner töten.
- Miran Schah, Sohn Timurs und Gouverneur von Transoxanien, besiegt eine Invasionsarmee der Goldenen Horde unter Toktamisch vernichtend.

#### Urkundliche Ersterwähnungen
- Ingenbohl wird erstmals urkundlich erwähnt.

### Gesellschaft
- Die Gesellschaft mit dem Esel, ein als Turniergesellschaft auftretender Ritterbund, wird erstmals urkundlich bezeugt.
- um 1387: Im Alter von zehn Jahren verlässt Oswald von Wolkenstein sein Elternhaus, um als Knappe zu dienen und die Welt zu bereisen.

### Religion

#### Kirchenhierarchie
- Georg von Neuberg wird Bischof von Chiemsee. Er folgt dem am 3. Februar verstorbenen Friedrich nach.
- 3. Februar: Nach dem Tod von Johann von Scharffenberg gibt es zwei Prätendenten auf den Bischofsstuhl von Passau: Ruprecht von Berg wird von König Wenzel unterstützt, während Herzog Albrecht III. von Österreich es mit Hermann Digni hält.
- 12. Februar: Nach dem Tod des Olmützer Bischofs Peter Jelito bemüht sich Johann Sobieslaus von Luxemburg-Mähren mit Unterstützung seines Cousins König Wenzel neuerlich um den Olmützer Bischofsstuhl, wird aber wieder nicht gewählt. An seiner Stelle wird im April Nikolaus von Riesenburg nach Olmütz versetzt. Johann Sobieslaus wird am 27. November Patriarch von Aquileja.
- 7. März: Augustin wird Bischof von Concordia.
- 2. Juli: Nach dem Tod von Peter von Luxemburg wird Raoul de Coucy Bischof von Metz.
- 3. August: Johannes von Klenedenst stirbt. Eberhard von Attendorn wird einstimmig zum Bischof von Lübeck gewählt und am 10. Dezember von Papst Urban VI. bestätigt.
- 29. November: Nach dem Tod von Heinrich Krapff verleiht Papst Urban VI. das Bistum Lavant an Ortolf von Offenstetten, der dieses jedoch nie in Besitz nimmt.

#### Klostergründungen

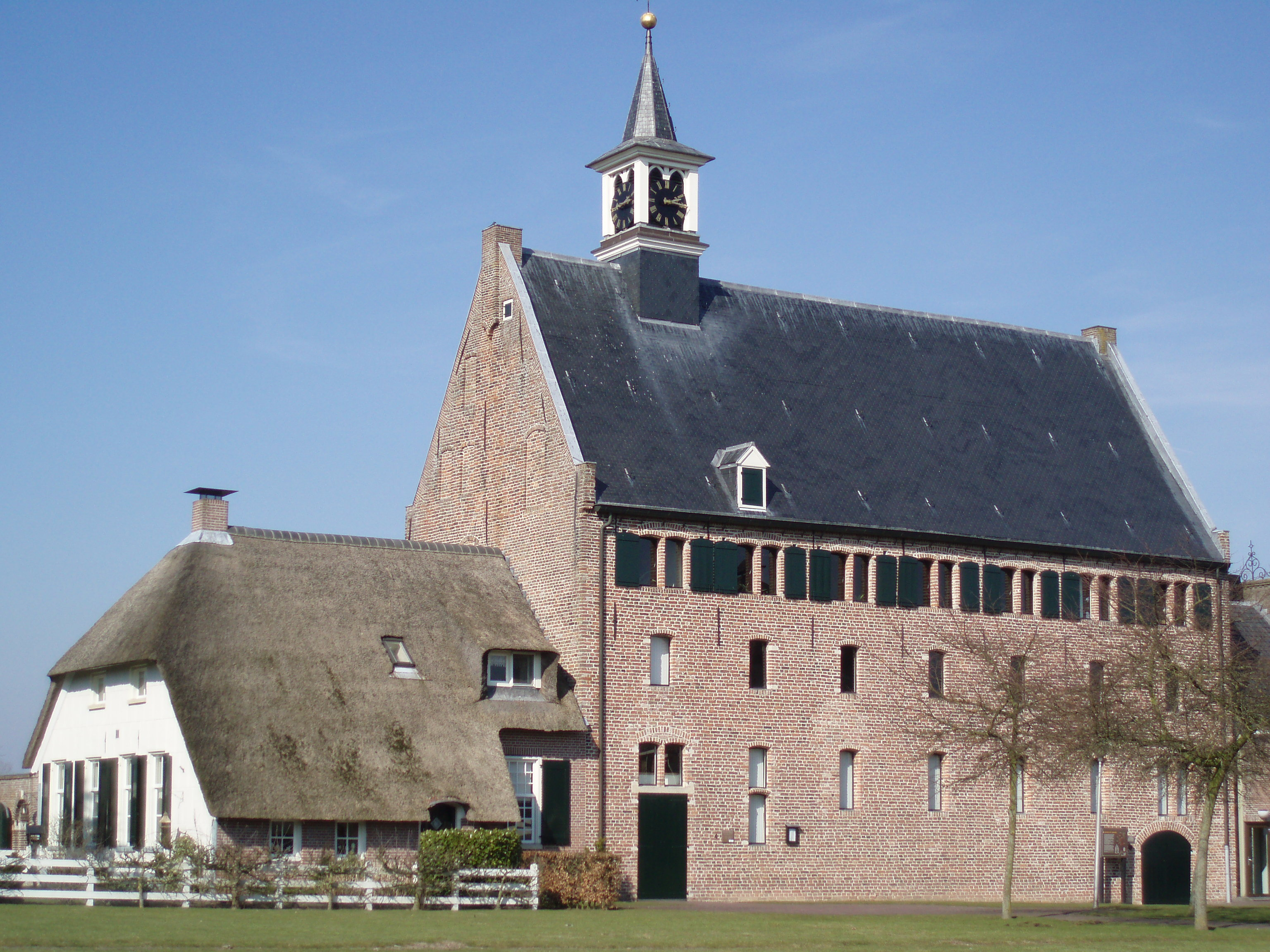
Teile der ehemaligen Klostergebäude

- 17. Oktober: Das Kloster Windesheim, Heimstatt der Windesheimer Chorherren, wird eingeweiht.

#### Missionierung Litauens
- Mit Litauen werden die letzten Heiden Europas zum Christentum bekehrt. Unter Großfürst Jogaila beginnt eine umfangreiche Christianisierung des Landes.

## Geboren

### Geburtsdatum gesichert
- 6. Juli: Blanka von Navarra, Königin von Navarra, weiters Königin von Sizilien und Königin von Aragón († 1441)
- 27. Oktober: Thomas Dacre, englischer Adeliger und Politiker († 1458)

### Genaues Geburtsdatum unbekannt
- Dietrich V. von Limburg-Broich, deutscher Adeliger († 1444)
- Ewerd Ferber, deutscher Fernhandelskaufmann und Reeder († 1451)
- Iizasa Chōisai Ienao, japanischer Samurai und Begründer der Kampfkunst Tenshin Shoden Katori Shinto-ryu († 1488)

### Geboren um 1387
- John Grey de Ruthyn, englischer Ritter († 1439)

## Gestorben

### Todesdatum gesichert
- 1. Januar: Karl II. der Böse, Graf von Évreux und König von Navarra (* 1332)
- 6. Januar: Peter IV., König von Aragonien und Sardinien sowie Herzog von Athen und Neopatria (* 1319)
- 16. Januar: Elisabeth von Bosnien, Königin und Regentin von Ungarn, Kroatien und Polen (* 1340)
- 3. Februar: Friedrich, Bischof von Chiemsee
- 3. Februar: Johann von Scharffenberg, Bischof von Passau
- 4. Februar: Hugh Seagrave, englischer Ritter, Verwalter und Höfling
- 12. Februar: Peter Jelito, Bischof von Chur, Bischof von Leitomischl, Erzbischof von Magdeburg und Bischof von Olmütz (* 1320/1330)
- 13. März: Peter II., Kämmerer von Worms (* um 1338)
- 15. März: Ludwig von Hanau, Domherr in den Diözesen Speyer und Würzburg
- 21. Mai: Thomas Umfraville, englischer Adeliger
- 6. April: Jean d’Artois, Graf von Eu (* 1321)
- 2. Juli: Peter von Luxemburg, französischer Kardinal und Bischof von Metz (* 1369)
- 20. Juli: Johanna, Herzogin von Durazzo (* 1344)
- 20. Juli: Robert IV., Graf von Eu (* um 1356)
- 3. August: Johannes V., Bischof von Lübeck
- 3. August: Olav II./IV., König von Dänemark und Norwegen, Gegenkönig von Schweden (* 1370)
- 20. November: Bassui Tokushō,  japanischer Buddhist (* 1327)
- 29. November: Heinrich Krapff, Bischof von Lavant

### Genaues Todesdatum unbekannt
- Februar/März: Dietrich von Klattau, Bischof von Breslau
- Juni: Berthold II. von Völkershausen, Abt der Reichsabtei Hersfeld (* um 1320)
- William Langland, mittelalterlicher Dichter aus England (* um 1330)